# Könige von Angeln

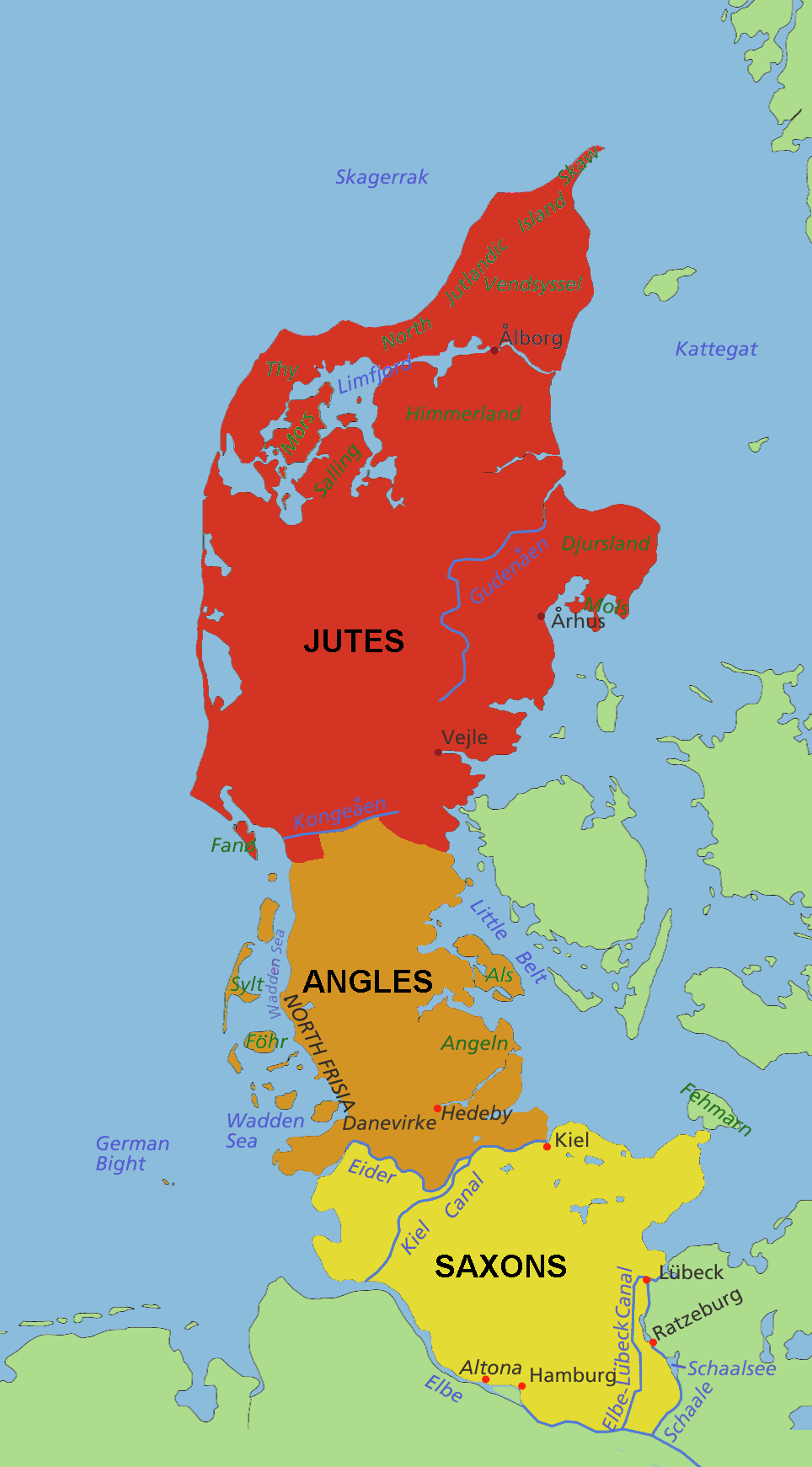
Siedlungsgebiete der Angeln, Sachsen und Jüten vor ihrer Besiedlung Großbritanniens.

Die Angeln waren ein germanisches Volk, dass eine führende Rolle in der angelsächsischen Besiedelung Großbritanniens spielte. Der Name Englands, der Engländer sowie der englischen Region East Anglia stammt von dem Namen der Angeln. Ursprünglich stammte das Volk von der namensgebenden Halbinsel Angeln im heutigen Schleswig-Holstein, eine Auflistung der dort ansässig gewesenen Könige von Angeln ist in den Heldenepen Widsith und Beowulf, sowie in der Angelsächsischen Chronik erhalten geblieben.

## Sagenkönige der Angeln
Angelsächsischer Legenden zufolge, die in der altenglischen Dichtung Widsith und anderen Quellen – zum Beispiel dem angelsächsischen Geschichtsgeschreiber Æthelweard – überliefert sind, war der älteste Vorfahre der Angeln ein Held namens Sceaf, der als Kind in einem leeren Boot an der Küste angeschwemmt wurde und dabei ein Bündel Getreide bei sich hatte. Laut Wilhelm von Malmesbury (Gesta regum Anglorum) wurde Sceaf später zum König der Angeln gewählt und regierte von Schleswig aus. Seine Nachkommen wurden Scefings oder Scyldings (nach der mythologischen Figur Skjöld) genannt.
Die Angelsächsische Chronik führt die königlichen Ahnenreihen der Heptarchie auf einen gemeinsamen Vorfahren, Wodan, zurück, einer euhemerisierten Version der germanischen Gottheit, der von dem zuvor genannten König Sceaf abstammen soll. Die älteste Linie dieses Stammbaums war die von Mercia, die von den Herrschern der Angeln abstammte.
Die historische angelsächsische Invasion Großbritanniens fand während des 5. und 6. Jahrhunderts statt. Da die frühesten historischen Aufzeichnungen dazu erst im späten 7. Jahrhundert (nach der Christianisierung) beginnen, stehen nur zu jenen Teilen der königlichen Stammbäume verlässliche Informationen zur Verfügung, die auch damals noch in lebendiger Erinnerung waren, d. h. frühestens bis zum frühen 7. Jahrhundert. Der Geschichtsschreiber Beda (Historia ecclesiastica gentis Anglorum) beispielsweise, der im frühen 8. Jahrhundert Aufzeichnungen anfertigte, liefert zwar Informationen zum 7., jedoch nicht zum 6. Jahrhundert. Jene Informationen zu den Stammbäumen aus Quellen, die auch über Vorfahren aus dem 6. oder gar dem 5. Jahrhundert und damit über Wodan berichten, werden daher als erfundene Erzählungen aus der angelsächsischen Zeit betrachtet.
Die Könige aus den Stammbäumen der Angelsächsischen Chronik verkörpern mehrere Helden aus der germanischen Mythologie, wie zum Beispiel Wihtlæg, der den Jütenkönig Amleth besiegte und tötete. Der vielmals in Erzählungen vorkommende Held Offa (üblicherweise bekannt als Offa von Angeln, um ihn von seinem vermuteten Nachfahren Offa von Mercien zu unterscheiden) soll unter der Herrschaft des Königs Wermund die Festung von Schleswig der Angeln vom schwedischen König Athisl (auch Eadgils) zurückgewonnen haben, nachdem diese die Festung erobert hatten. Den Erzählungen zufolge heiratete Offa daraufhin eine Tochter Frowins, des Statthalters von Schleswig. Nachdem er König wurde, soll er außerdem die südlichen Grenzen der Angeln entlang des Flusses Eider – durch seinen Sieg über die Sachsen ebenda – gesichert haben.
Wie auch Offa, soll Frowin von Wodan abstammen und außerdem Vater von Wig sein. Ihre Namen wurden in den Stammbaum der Könige von Bernizien (Bernicia) aufgenommen, als dieser in den der Könige von Wessex (den Vorfahren der englischen Könige) übertragen wurde. Wihtlæg, Wermund und Offa erscheinen außerdem in einer langen Liste von dänischen Sagenkönigen in der Gesta Danorum von Saxo Grammaticus. Alle anderen Quellen führen sie als Könige der Angeln auf, obwohl Matthäus Paris (Vitae duorum Offarum) zufolge Offa und ihre Nachfahren persönlich über die West-Angeln herrschten, was bedeutet, dass die anderen Zweige des Stamms der Angeln ihre eigenen Herrscher hatten (Offa wird in Beowulf als Herrscher eines „Reiches“ beschrieben). Während Offas Nachkommen später das Königreich Mercia gründeten, könnten diese mutmaßlichen separaten Herrscher schlussendlich die Könige von East Anglia, Deira und möglicherweise Bernicia hervorgebracht haben. Was die anderen angelsächsischen Königreiche betrifft, so scheinen die Könige von Lindsey eine Seitenlinie der Könige von Mercia gewesen zu sein; die Könige von Wessex behaupteten, von dem bereits erwähnten Frowin abzustammen, obwohl ihre Untertanen Sachsen waren; jene von Essex und Sussex waren ebenso Sachsen und die von Kent waren Jüten.
Der Stammbaum, der die frühen Könige von Mercia mit Wodan in Verbindung bringt, setzt sich aus zumindest fünf Generationen zusammen:
1. Wihtlæg, Sohn, Enkel or Ur-Enkel von Wodan,
2. Wermund, Sohn von Wihtlæg,
3. Offa, Sohn von Wermund,
4. Angeltheow, Sohn von Offa,
5. Eomer, Sohn von Angeltheow
6. Icel, Sohn von Eomer, nahm an der angelsächsischen Invasion Großbritanniens teil.

### Gesta Danorum
Manche der oben genannten Namen werden auch in der Gesta Danorum von Saxo Grammaticus genannt.
- Wihtlæg (als Wiglecus). Wihtlæg heiratete Nanna. Er setzte Fiallar, König von Scania ab und besiegte und tötete Amleth, König der Jüten.[6]
- Wermund (als Wermundus).  Nachdem er bereits lange regiert hatte, wurden Wermunds Lande vom schwedischen König Athisl angegriffen, deren König Athisl (Eadgils) Frowin, Statthalter von Schleswig, tötete.[2]
- Offa von Angeln (als Uffa). Offa heiratete eine Tochter von Frowin. Offa, der in seiner Jugend als Einfaltspinsel galt, kämpfte bei Rendsburg auf einer Insel in der Eider gegen die Sachsen und sicherte damit seine Südgrenze zu ihnen.[3]

### Eomer
Eomer (Ēomǣr) ist im Stammbaum der Angelsächsischen Chronik Angeltheows Sohn, in Beowulf jedoch ist er Offas Sohn und Enkel von Wermund (vgl. Beowulf Vers 1958–1963):
| ...forþam Offa wæs geofum and guðum gar-cene man, wide geweorðod; wisdome heold eðel sinne, þonon Eomær woc hæleðum to helpe, Heminges mæg, nefa Garmundes, niða cræftig. | ...denn Offa war als Spender und Streiter der speergewalt'ge weithin bekannt; mit Weisheit beherrscht' er das Erbe der Väter. Den Eomer zeugt' er, der Hort der Helden, Hemming's Vetter, Garmunds Enkel, der grimmige Krieger. |  |

Der Name Eomers wurde für einen Charakter in Der Herr der Ringe von J.R.R. Tolkien verwendet (siehe Éomer). Auch für viele andere Namen aus dem fiktiven Königreich Rohan verwendete Tolkien Namen aus dem historischen Königreich Mercia.